# Koreai jen
A koreai jen Korea pénzneme volt az 1910 és 1945 közötti japán uralom idején. Egy koreai jen egyenértékű volt egy japán jennel, és nagyrészt olyan bankjegyekből állt, melyek kinézetre a japán jen másai voltak. Japán mintára a jent 100 szenre osztották fel. A jent az észak-koreai és a dél-koreai von váltotta fel 1:1 arányban 1945-ben.

## Története
1902–1910 között a bankjegyeket a Daiicsi Bank bocsátotta ki. A címletek között a 10, a 20 és az 50 szen, továbbá az 1, 5 és 10 jenes bankjegyek szerepeltek. A szen bankjegyekre függőlegesen írtak, így az 1872-es japán szen bankjegyekre és a századfordulói japán katonai kibocsátású jenre hasonlítottak. 
1909. november 10-én megalakult a Koreai Bank Szöulban, melynek feladatai közé tartozott egy új típusú, modernebb bankjegysorozat kibocsátása.
A Koreai Bank akkori devizatartalékainak nagy részét a Japán Bank által kibocsátott bankjegyek és kereskedelmi papírok alkották.
A Koreai Bank bankjegyeit először 1910-ben és 1911-ben bocsátották ki. 1910-ben a bank nevet változtatott Csoszon Bankra (조선은행, 朝鮮銀行; koreaiul: Csoszon Unheng, japánul: Csószen Ginkó).
Rendszerint 1, 5, 10 és 100 jenes bankjegyeket  bocsátottak ki, de alkalmanként szen bankjegyek kibocsátására is sor került  (5, 10, 20, 50 szen). 
Létezett egy 1000 jenes bankjegy is, de ez nem került forgalomba.

## Szen bankjegyek

### 1916
| Névérték | Előoldal | Hátoldal |
| -------- | -------- | -------- |
| 5 szen   |          |          |
| 10 szen  |          |          |
| 20 szen  |          |          |
| 50 szen  |          |          |

### 1919
| Névérték | Előoldal | Hátoldal |
| -------- | -------- | -------- |
| 10 szen  |          |          |
| 20 szen  |          |          |
| 50 szen  |          |          |

### 1937
| Névérték | Előoldal | Hátoldal |
| -------- | -------- | -------- |
| 10 szen  |          |          |
| 50 szen  |          |          |

## Jen bankjegyek

### 1911
| Névérték | Előoldal | Hátoldal |
| -------- | -------- | -------- |
| 1 jen    |          |          |
| 5 jen    |          |          |
| 10 jen   |          |          |
| 100 jen  |          |          |

### 1932
| Névérték | Előoldal | Hátoldal |
| -------- | -------- | -------- |
| 1 jen    |          |          |
| 5 jen    |          |          |
| 10 jen   |          |          |

### 1938
| Névérték | Előoldal | Hátoldal |
| -------- | -------- | -------- |
| 100 jen  |          |          |

### 1944
| Névérték | Előoldal | Hátoldal |
| -------- | -------- | -------- |
| 1 jen    |          |          |
| 5 jen    |          |          |
| 10 jen   |          |          |
| 100 jen  |          |          |

### 1945
| Névérték                                | Előoldal | Hátoldal |
| --------------------------------------- | -------- | -------- |
| 1 jen                                   |          |          |
| 5 jen                                   |          |          |
| 100 jen                                 |          |          |
| 1000 jen (nem lett forgalomba bocsátva) |          |          |

## Fordítás
- Ez a szócikk részben vagy egészben  a   Korean yen című angol Wikipédia-szócikk ezen változatának fordításán alapul.  Az eredeti cikk szerkesztőit annak laptörténete sorolja fel. Ez a jelzés csupán a megfogalmazás eredetét és a szerzői jogokat jelzi, nem szolgál a cikkben szereplő információk forrásmegjelöléseként.